# Municipio de Osceola (condado de Osceola)
El municipio de Osceola (en inglés: Osceola Township) es un municipio ubicado en el condado de Osceola en el estado estadounidense de Míchigan. En el año 2010 tenía una población de 1076 habitantes y una densidad poblacional de 12,06 personas por km².

## Geografía
El municipio de Osceola se encuentra ubicado en las coordenadas 43°57′30″N 85°15′24″O / 43.95833, -85.25667. Según la Oficina del Censo de los Estados Unidos, el municipio tiene una superficie total de 89.21 km², de la cual 88,65 km² corresponden a tierra firme y (0,62 %) 0,56 km² es agua.

## Demografía
Según el censo de 2010, había 1076 personas residiendo en el municipio de Osceola. La densidad de población era de 12,06 hab./km². De los 1076 habitantes, el municipio de Osceola estaba compuesto por el 94,8 % blancos, el 2,6 % eran afroamericanos, el 0,46 % eran amerindios, el 0,56 % eran asiáticos, el 0,19 % eran de otras razas y el 1,39 % eran de una mezcla de razas. Del total de la población el 1,95 % eran hispanos o latinos de cualquier raza.
La renta media para una casa (anual) en el municipio es de 36.346 $, y la renta media para una familia es de 37.375 $ . 
Los hombres tenían un ingreso medio (mensual) de 3.0781 $ frente a los 2.3047 $ para las mujeres. 
El ingreso per cápita para el municipio fue de 16,236$. Aproximadamente entre el 4.5% y el 5.0% de la población están debajo del umbral de la pobreza.